# Masztodon
Nem tévesztendő össze a Mamuttal, az elefántfélék egyik nemével
A masztodon (Mammut) az emlősök (Mammalia) osztályának ormányosok (Proboscidea) rendjébe, ezen belül a masztodonfélék (Mammutidae) családjába tartozó fosszilis nem.

## Leírás

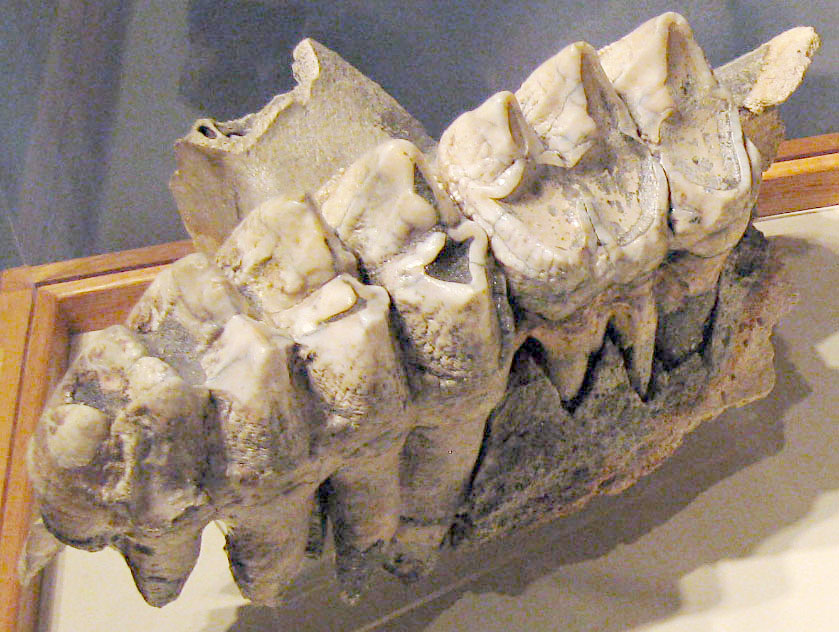
Az amerikai masztodon felső állkapcsának a jobb oldali 2. és 3. nagyőrlői a State Museum of Pennsylvania-ban

A masztodonfajok hatalmas agyarú elefántszerű állatok voltak. Korábban minden masztodonfélét a névadó masztodonnembe helyeztek, így ez az emlősnem Ázsiában, Európában, Észak- és Közép-Amerikában is előfordult. Azonban a legújabb kutatások szerint a masztodonok nagyjából az Amerikák endemikus ormányos családjává váltak — egy kínai maradvány kivételével. A masztodonfélék családja Afrikában a késő oligocén korszakban jelentek meg, azonban ez a nem csak a késő miocén kortól egészen a holocén elejéig, vagyis ezelőtt 5,3 millió–11 000 évvel.
Megtévesztő egyes, a Gomphotheriidae családba tartozó nemek neve, mivel a „-mastodon” tag azokban is szerepel — mint például a Stegomastodonéban is. A Gomphotheriidae család azonban közelebbi rokona volt az elefántféléknek (Elephantidae), mint a masztodonféléknek.
A család típusneme a Mammut genus — és ez név magyarul megtévesztő, mert a mamutra (Mammuthus) utal: a névhasonlóság ellenére a mamutok azonban nem a masztodonokhoz, hanem az elefántok családjába tartoznak.
A masztodon emlősnem fajai hasonlítanak a többi ormányosra, így az elefántfélékre, azon belül a mamutokra is, életmódjuk alapvetően különbözött azokétól: a masztodonok a magasabban elérhető leveleket fogyasztották, míg a mamutok főleg legeltek.

## Megjelenésük
Habár a masztodonfajok méretben és megjelenésben hasonlítottak az elefántokra és mamutokra, nem álltak ezekkel szoros rokonságban. Egy fontos különbség, hogy az elefánt zápfogainak rágófelületét keskeny zománctaréjok borítják, míg a masztodonét kerek gumók sorai. Különbség a masztodon és mamut közt nem csak a fogakban volt: a masztodon koponyája nagyobb és laposabb, a csontváza pedig robusztusabb. A masztodon ugyanakkor nem rendelkezett a mamutra jellemző finom alsó szőrzettel. Agyara akár a 3 méteres hosszúságot is meghaladhatta, és majdnem egyenes állású volt, szemben a mamutéval, amelynek íves agyara volt.

## Rendszerezés
A nembe az alábbi 5 faj tartozik:
- amerikai masztodon (Mammut americanum) (Kerr, 1792) — kora-középső pliocén-kora holocén; Észak- és Közép-Amerika Alaszkától Hondurasig[12][13] — típusfaj
- Mammut cosoensis Schultz, 1937 — késő pliocén; Kalifornia[14][15]
- Mammut matthewi Osborn, 1921 — késő miocén; Nebraska, Kína — egyesek szerint azonos a M. americanummal[16][17]
- Mammut pacificus Dooley et al., 2019 — pleisztocén; Kalifornia, Dél-Idaho — korábban M. americanumnak vélték.[18]
- Mammut raki Frick, 1933 — kora-középső pliocén; Észak-Amerika[19][20]

## Fordítás
- Ez a szócikk részben vagy egészben  a   Mastodon című angol Wikipédia-szócikk ezen változatának fordításán alapul.  Az eredeti cikk szerkesztőit annak laptörténete sorolja fel. Ez a jelzés csupán a megfogalmazás eredetét és a szerzői jogokat jelzi, nem szolgál a cikkben szereplő információk forrásmegjelöléseként.